# جين اير (فلم 1997)
فيلم جين اير إنتاج عام 1997 من عمل  A&E Television Network مقتبس عن الرواية التي تحمل نفس الاسم جين أير (رواية) للكاتبة شارلوت برونتي
عرض في 9 مارس 1997 في المملكة المتحدة علة تلفاز A&E Television Network وفي الولايات المتحدة في 19 أكتوبر 1997 

## الطاقم
- سامانثا مورتن بدور Jane Eyre
- كيران هايندز بدور جين أير (رواية)
- Laura Harling as Young Jane
- روبرت بنري جونز as St. John Rivers
- جيما جونز as Mrs. Alice Fairfax
- Timia Berthome as Adele
- Michael Denigris as Mr. Brocklehurst
- Abigail Cruttenden as Blanche Ingram
- Ben Sowden as John Reed
- ديبورا فيندلي as Mrs.Reed

## وصلات خارجية
- مقالات تستعمل روابط فنية بلا صلة مع ويكي بيانات